# Benedetto Luti

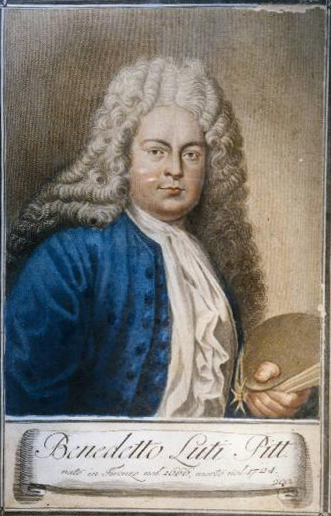
Selbstporträt, nach 1690, vor 1696

Benedetto Luti (* 17. November 1666 in  Florenz; † 17. Juni 1724 in Rom) war ein italienischer Maler.

## Leben
Luti siedelte 1691 von Florenz nach Rom, wo er vom Großherzog der Toskana Cosimo III. de’ Medici protegiert wurde, einem enthusiastischen Bewunderer von Pastell-Porträts. Luti war einer der ersten, der die Pastellmalerei nicht nur zu Vorstudien von Gemälden oder Fresken einsetzte, sondern Porträts darin verfertigte. Daneben malte er auch Ölgemälde und Fresken, zum Beispiel in der Basilica di San Giovanni im Lateran. Luti war auch ein erfolgreicher Kunsthändler und hatte eine bekannte Mal- und Zeichenschule, wo er Maler und Architekten wie Giovanni Domenico Piastrini (1678–1740), Giovanni Paolo Pannini, Gerhard Joseph Karsch, Jean-Baptiste van Loo und dessen Bruder Charles-André van Loo zu seinen Schülern zählte.

## Bilder

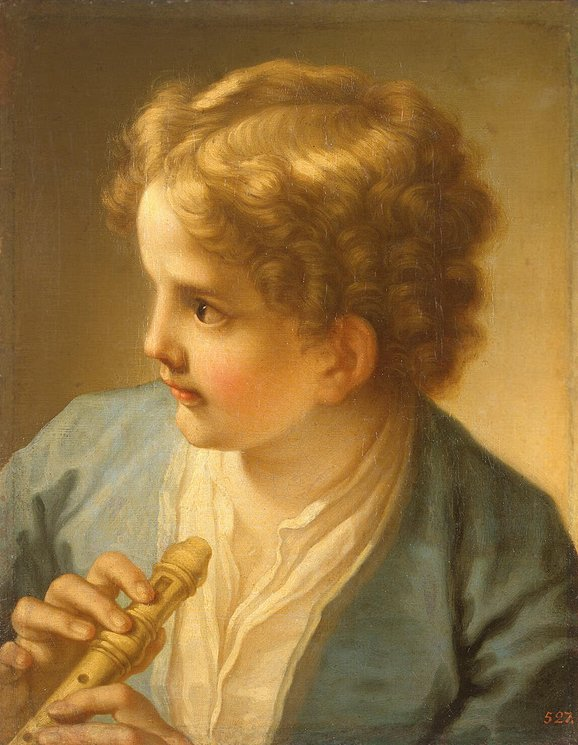
Junge mit Flöte, um 1720 (Eremitage)
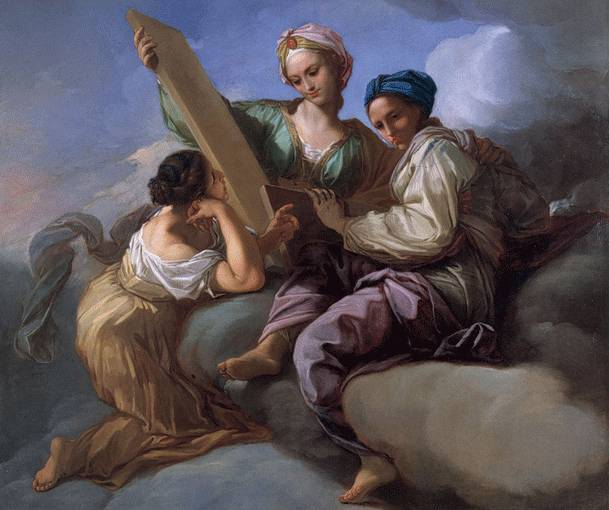
Allegorie der Weisheit
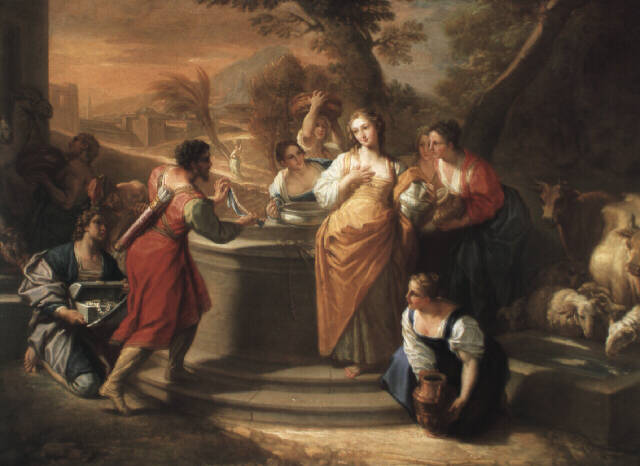
Rebecca am Brunnen, um 1700